# 兴州 (辽朝)
兴州，辽朝时设置州。
天显元年（926年）遼國迁渤海國定理府百姓，设定理府刺史于今辽宁省铁岭县西南53里新台子镇，天显四年（929年）遼國迁渤海國兴州百姓，于是改定理府为兴州，治所在常安縣。后来升为中兴军节度使。天辅二年（1118年）金朝得到兴州，皇统三年（1143年）废兴州为邑楼县，属于沈州。